# Chaetostoma loborhynchos
Chaetostoma loborhynchos  es una especie de peces de la familia Loricariidae.

## Morfología
Los machos pueden llegar alcanzar los 13,7 cm de longitud total.

## Distribución y hábitat
Es un pez de agua dulce. Se encuentra en el río Tambo, en la cuenca del Ucayali, en Perú.